# Križevska vas, Dol pri Ljubljani
Križevska vas este o localitate din comuna Dol pri Ljubljani, Slovenia, cu o populație de 35 de locuitori.